# Holly Bradshaw
Holly Bradshaw z domu Bleasdale (ur. 2 listopada 1991 w Preston) – brytyjska lekkoatletka specjalizująca się w skoku o tyczce.
Karierę sportową rozpoczynała od gimnastyki. 21 czerwca 2009 z wynikiem 4,05 pierwszy raz w karierze poprawiła rekord Wielkiej Brytanii juniorek w skoku o tyczce jednak z powodu kontuzji nie mogła w tym sezonie wystąpić w mistrzostwach Europy juniorów. Swój rezultat z 2009 poprawiała w kolejnym roku jeszcze dwukrotnie (do rezultaty 4,35). W lipcu 2010 zdobyła w Moncton brązowy medal mistrzostw świata juniorów. Podczas halowych mistrzostw Europy w Paryżu (2011) nie udało jej się awansować do finału. 31 maja 2011 ustanowiła rekord kraju w kategorii młodzieżowców wynikiem 4,50 – rezultat ten poprawiła jeszcze 26 czerwca (4,53) i 2 lipca (4,70). Zdobyła złoty medal podczas mistrzostw Europy młodzieżowców w Ostrawie. Na koniec sezonu letniego 2011 nie udało jej się zaliczyć żadnej wysokości na mistrzostwach świata. 21 stycznia 2012 na mityngu we Francji uzyskała wynik 4,87, który był wówczas drugim najlepszym rezultatem w historii halowego skoku o tyczce kobiet. W marcu 2012 zdobyła brąz halowych mistrzostw świata. Zajęła 6. miejsce podczas igrzysk olimpijskich w Londynie. Halowa mistrzyni Europy z marca 2013. Kontuzje zmusiły ją do wcześniejszego zakończenia występów w sezonie 2013 i opuszczenia mistrzostw świata. Zrezygnowała z występów w sezonie letnim 2014.
Brązowa medalistka mistrzostw Europy w 2018 w Berlinie. Wicemistrzyni halowych mistrzostw Europy w 2019 w Glasgow. W 2021 sięgnęła po brązowy medal igrzysk olimpijskich w Tokio.
Uczestniczka drużynowych mistrzostw Europy i medalistka mistrzostw Wielkiej Brytanii.
Rekordy życiowe: stadion – 4,90 (26 czerwca 2021, Manchester) 9. wynik w historii światowej lekkoatletyki; hala – 4,87 (21 stycznia 2012, Villeurbanne) 9. wynik w historii światowej lekkoatletyki. Rezultaty Bleasdale są aktualnymi rekordami Wielkiej Brytanii w kategorii seniorów oraz młodzieżowców. Wynik z hali jest także rekordem świata młodzieżowców.

## Osiągnięcia
| Rok  | Impreza                                 | Miejsce        | Lokata            | Wynik |
| ---- | --------------------------------------- | -------------- | ----------------- | ----- |
| 2010 | Mistrzostwa świata juniorów             | Moncton        | 3. miejsce        | 4,15  |
| 2011 | Halowe mistrzostwa Europy               | Paryż          | el. – 11. miejsce | 4,45  |
| 2011 | Superliga drużynowych mistrzostw Europy | Sztokholm      | 5. miejsce        | 4,40  |
| 2011 | Młodzieżowe mistrzostwa Europy U23      | Ostrawa        | 1. miejsce        | 4,55  |
| 2011 | Mistrzostwa świata                      | Daegu          | el. –             | NM    |
| 2012 | Halowe mistrzostwa świata               | Stambuł        | 3. miejsce        | 4,70  |
| 2012 | Igrzyska olimpijskie                    | Londyn         | 6. miejsce        | 4,45  |
| 2013 | Halowe mistrzostwa Europy               | Göteborg       | 1. miejsce        | 4,67  |
| 2013 | Superliga drużynowych mistrzostw Europy | Gateshead      | –                 | NM    |
| 2014 | Halowe mistrzostwa świata               | Sopot          | 9. miejsce        | 4,55  |
| 2015 | Mistrzostwa świata                      | Pekin          | 7. miejsce        | 4,70  |
| 2016 | Igrzyska olimpijskie                    | Rio de Janeiro | 5. miejsce        | 4,70  |
| 2017 | Mistrzostwa świata                      | Londyn         | 6. miejsce        | 4,65  |
| 2018 | Igrzyska Wspólnoty Narodów              | Gold Coast     | 4. miejsce        | 4,60  |
| 2018 | Mistrzostwa Europy                      | Berlin         | 3. miejsce        | 4,75  |
| 2019 | Halowe mistrzostwa Europy               | Glasgow        | 2. miejsce        | 4,75  |
| 2019 | Mistrzostwa świata                      | Doha           | 4. miejsce        | 4,80  |
| 2021 | Halowe mistrzostwa Europy               | Toruń          | 3. miejsce        | 4,65  |
| 2021 | Igrzyska olimpijskie                    | Tokio          | 3. miejsce        | 4,85  |
| 2022 | Mistrzostwa świata                      | Eugene         | el. –             | NM    |
| 2022 | Igrzyska Wspólnoty Narodów              | Birmingham     | –                 | DNS   |
| 2023 | Mistrzostwa świata                      | Budapeszt      | el. – 29. miejsce | 4,35  |
| 2024 | Mistrzostwa Europy                      | Rzym           | el. –             | NM    |
| 2024 | Igrzyska olimpijskie                    | Paryż          | el. – 28. miejsce | 4,20  |